# Orgasmatron
Orgasmatron ist das siebte Studioalbum der britischen Heavy-Metal-Band Motörhead. Es ist das erste Studioalbum nach Ende eines Rechtsstreits mit Bronze Records und ebenfalls das erste Album der Band als Quartett mit zwei statt einem Gitarristen.

## Hintergründe
Ende 1985 wurde der Rechtsstreit mit Motörheads ehemaligem Plattenlabel Bronze Records beigelegt, woraufhin der Bandmanager Douglas Smith die Band bei seinem eigenen Label GWR Records unter Vertrag nahm. Das Album wurde Anfang 1986 innerhalb von elf Tagen aufgenommen, Produzent war der US-Amerikaner Bill Laswell. Für den Endmix nahm Laswell die Masterbänder mit nach New York City, allerdings war Lemmy Kilmister mit dem Ergebnis unzufrieden, sodass er es zum Teil neu abmischte.
Das Album trug zunächst den Arbeitstitel Riding With the Driver und wurde erst später in Orgasmatron umbenannt. Angaben von Kilmister zufolge wusste er nicht, dass Orgasmatron der Name einer Apparatur in dem Film Der Schläfer von Woody Allen ist. Kilmister, der zu dieser Zeit Zugmodelle sammelte, wollte auf dem Plattencover ein Zugmotiv, das der Künstler Joe Petagno umsetzte. Basierend auf diesem Artwork ließ Motörhead für die Tournee zum Album eine fahrbare Bühnenanlage entwerfen, die einem Zug ähnlich sah, aber nie vollständig funktionierte. Weiterhin enthält die Innenhülle ein Foto von Lars Ulrich (Metallica) in einer für ihn peinlichen Situation.
Der Vertrieb des Albums funktionierte nicht so, wie es die Band sich vorstellte. Deshalb blieben die Verkaufszahlen hinter den Erwartungen der Musiker und des Plattenlabels zurück. Gleichwohl wird Orgasmatron als Klassiker der Band angesehen. Die Tour durch die USA begann mit Megadeth im Vorprogramm und erfüllte ebenfalls nicht die Erwartungen im Hinblick auf die Zuschauerzahlen. Ende 1986 spielte die Band bei den Peel Sessions.

## Titelliste
1. Deaf Forever – 4:25
2. Nothing Up My Sleeve – 3:11
3. Ain't My Crime – 3:42
4. Claw – 3:31
5. Mean Machine – 2:57
6. Built for Speed – 4:56
7. Ridin' With the Driver – 3:47
8. Doctor Rock – 3:37
9. Orgasmatron – 5:27

Texte und Musik von Kilmister, Burston, Campbell, Gill.

## Kritiken
Steve Huey von Allmusic bemerkt, dass die Produktion von Bill Laswell zwar teilweise gut funktioniere, teilweise aber die rohe Energie der Band unterdrücke und den „Biss“ der vorangegangenen Veröffentlichungen vermissen ließe. Das Songwriting sei unbeständig und das Album sehr wechselhaft, wenngleich Motörhead-Fans durchaus das ein oder andere gute Lied entdecken könnten. Holger Stratmann vom Musikmagazin Rock Hard schreibt, dass er dem Album zunächst nichts abgewinnen konnte, „aber nach mehrmaligem Hören macht "Orgasmatron" wirklich Spaß“. Für ihn biete das Album trotz der für die Band typischen Monotonie keine Schwachpunkte. Rich Stim von der Musikzeitschrift Spin bezeichnet Orgasmatron als „erschreckend schönes Album“, das trotzdem immer noch Motörhead sei und das Gefühl vermittle, als ob man „seinen Kopf auf die Überholspur der Interstate legen würde“.

## Sonstiges
Als kuriose Randnotiz ist zu vermerken, dass der Name „Orgasmatron“ 2003 für ein vom amerikanischen Arzt Stuart Meloy entwickeltes Gerät verwendet wurde, das mittels Elektroden an der Wirbelsäule von Frauen sexuelle Stimulation auslösen sollte. In diversen Zeitungsberichten, z. B. in der taz vom 28. November 2003, wurde daraufhin angegeben, der Name sei vom Motörhead-Album inspiriert gewesen. Tatsächlich stammt der Name aber aus dem Film „Der Schläfer“ (1973) von Woody Allen.